# Adam Ritzhaupt
Adam Ritzhaupt (* 3. November 1882 in Ludwigshafen am Rhein; † 6. Dezember 1976 in Erfurt) war ein evangelischer Theologe und Pfarrer sowie Erzähler. und Autor.

## Leben
Er wuchs als Sohn des Schmiedes Adam Ritzhaupt (* 1855; † 1927) und dessen Ehefrau Barbara, geborene Zech (* 1854; † 1926), in Ludwigshafen am Rhein auf. Sein Vater war über 30 Jahre im BASF-Werk tätig.

### Schulbildung
In seiner Geburts- und Heimatstadt kam er zunächst auf eine staatliche Lateinschule sowie ein Progymnasium und schließlich auf das 1898 daraus hervorgegangene Humanistische Gymnasium. Den protestantischen Religionsunterricht am Gymnasium besuchte er beim Stadtpfarrer Karl Friedrich Jakob Ludwig Keim, der im Nebenamt Lehrer für dieses Fach war. Mit zwölf weiteren Abiturienten legte Ritzhaupt 1901 zu Michaelis die Reifeprüfung ab.
Aus dieser Schulzeit berichtete er anlässlich seines 80. Geburtstag in einem Aufsatz, der in einer Pfälzer Heimatzeitung veröffentlicht wurde.

### Theologiestudium in Heidelberg
Nach dem Abitur studierte er evangelische Theologie vom Wintersemester 1901/1902 bis zum Sommersemester 1905 in Heidelberg.
Zu seinen theologischen Lehrern zählten an der Ruprecht-Karls-Universität im Wintersemester 1904/1905 der Orientalist Adalbert Merx, der Theologe und Schriftsteller Adolf Hausrath, die Theologen Heinrich Bassermann und Ludwig Lemme, der Systematiker Ernst Troeltsch, der Neutestamentler Adolf Deissmann, die außerordentlichen Professoren Johann Jakob Kneucker, der Kirchenhistoriker Georg Grützmacher und der damalige Privatdozent für praktische Theologie Friedrich Niebergall.

### Berufspraktischer Vorbereitungsdienst und Pfarrer
Nach dem Bestehen der Aufnahmeprüfung der protestantischen Pfarramtskandidaten der Pfalz 1905 bekam er als Kandidat der Theologie eine Stelle als Vikar für den weiteren, praktischen Vorbereitungsdienst zum evangelischen Pfarrer. Das Vikariat durchlief er in Germersheim am Rhein an der Versöhnungskirche. Danach wurde er Pfarrverwalter an der Pfarrkirche Winnweiler sowie in Speyer an der Dreifaltigkeitskirche und in Fußgönheim an der Lutherkirche. Von 1907 bis 1909 arbeitete er als Stadtvikar in Frankenthal in der Pfalz an der Zwölf-Apostel-Kirche.
Er beauftragte 1909 den Druckereibesitzer mit jüdischen Wurzeln, Ernst René Grosser (1878–1933) sowie Inhaber des Frankenthaler Verlages von Louis Göhring & Co., drei seiner ersten schriftstellerischen Arbeiten zu drucken. Es handelte sich um thematische Predigtvorträge.
Ritzhaupt wurde am 17. Oktober 1909 Pfarrer an der 1861/62 erbauten evangelischen Kirche in Herschberg. Vom 16. Mai bis 15. November 1910 wurde ihm zusätzlich die verwaiste evangelische Pfarrei Thaleischweiler als Pfarrverweser übertragen. Ab 1910 veröffentlichte der Tübinger  Verlag J. C. B. Mohr (Paul Siebeck) Predigten von Ritzhaupt, der zu jener Zeit Pfarrer in der bayereichen Pfalz war.
In Herschberg (Pfalz) arbeitete er 1914 eine Predigt zum Thema Tapferkeit aus unter Zugrundelegung der biblischen Texte Matthäus, Kapitel 16 Vers 24, und Galater, Kapitel 5 Verse 16 bis 24, und veröffentlichte sie in der Monatszeitschrift für die kirchliche Praxis Evangelische Freiheit. Ritzhaupt zeigte sich in dieser Predigt  als Bewunderer Hindenburgs und verband thematisch die „wahre Tapferkeit“ eines Soldaten mit der menschlichen „Bewährung“, dass „einer ein Held in seiner ganzen Lebensführung ist ...“.
Seit Sommer 1910 veröffentlichte er in der Evangelischen Freiheit von ihm verfasste Predigten.
Pfarrer Ritzhaupt schied im September 1916 aus dem Dienst der  pfälzischen Kirche aus. Von Herschberg zog er nach Erfurt, um dort als evangelischer Pfarrer zu wirken.

### Dienst in der Barfüßer-Kirchengemeinde Erfurt
Ritzhaupt wurde am 16. September 1916 Diakonus – d. h. Inhaber des Amtes eines zweiten Geistlichen – und von 1938 bis 1962 erster Pfarrer in der evangelischen Barfüßergemeinde im thüringischen Erfurt, damals zur ehemaligen Kirchenprovinz Sachsen gehörend. Der erste Pfarrer wurde im selben Jahr 1916 Theodor Julius Martin Richter (1875–1948), der zuvor dort ab 1911 zweiter Geistlicher war.
Die Barfüßer-Kirche wurde im 14. Jahrhundert  errichtet. In dieser Kirche predigte der Reformator Martin Luther am 11. Oktober 1529. Die Barfüßerkirche war Erfurts bedeutendstes Gotteshaus bis zu seiner Zerstörung im Zweiten Weltkrieg am 27. November 1944. Ihr Name bezog sich auf das ursprünglich mit ihr verbundene Barfüßer- bzw. (Franziskaner-)Kloster. Zu Ritzhaupts Seelsorgebezirk in der Barfüßer-Kirchengemeinde gehörte u. a. die Erfurter Regierungsstraße.

### Zeitzeuge des Auftritts derNeuen Scharin Thüringen
Er war 1920 Zeitzeuge des Auftritts der Neuen Schar – einer starken Gruppe der Wandervogel- und Reformbewegung unter Leitung von Friedrich (Muck) Lamberty (1891–1984) – auf dem Vorplatz des Erfurter Doms. Der charismatische Lamberty verstand sich selbst als „Prediger in der Wüste“. Ritzhaupt öffnete – ebenso wie der evangelische Theologe und Pfarrer Emil Fuchs in der Eisenacher Stadtkirche – die Kirchentüren seiner Gemeinde für den „Zug der Neuen Schar durch Thüringen“.
Am 27. August 1920, einem Freitag, konnte zudem Lamberty um ½ 8 abends in der Barfüßerkirche einen Vortrag halten. Ritzhaupt hielt das Wirken der „Neuen Schar“ in Thüringen literarisch fest. Er berichtete, dass die „Neue Schar“ mit Genehmigung der Kirchengemeinde „ihre Andachten in der Barfüßerkirche halten“ durfte. Seine Erkenntnis als Gemeindepfarrer lautete: Die „Neue Schar“ hat ein Verdienst an der Entwicklung des gottesdienstlichen Kultus.

### Trauerrede für Regierungspräsident Tiedemann
Als der Regierungspräsident des Regierungsbezirks Erfurt, Fritz Tiedemann, Mitglied und Begründer der DDP in Erfurt, am 7. Februar 1930 im  Alter von 57 Jahren starb, hielt Ritzhaupt am 10. Februar die Trauerrede. Zu den Trauernden zählten insbesondere die Witwe Martha Tiedemann, geborene Liskowsky, sie verstarb krankheitsbedingt ebenfalls 1930, und die beiden Söhne des liberalen Demokraten: Arnold Tiedemann (* 1913; † 1941) sowie Ernst (* 1919; † 2007) – ebenso Oberschüler des Erfurter Realgymnasiums Himmelspforte wie der Sohn des evangelischen Geistlichen.
In seiner Trauerrede zitierte Pfarrer Ritzhaupt einem Bibelspruch aus dem Buch der Sprichwörter „Das Gedächtnis der Gerechten bleibt im Segen; ... “ und würdigte das Leben des Verstorben nicht nur als segensreich wirkenden Regierungspräsidenten, Politiker und Rechtsanwalt, sondern auch als einen fürsorglichen Ehemann und Vater. Wichtig war Richthaupt weiter das politische Bekenntnis Tiedemanns zur Demokratie und zur Weimarer Republik hervorzuheben. Prophylaktisch führte Ritzhaupt aus: „Möge unser Vaterland davor bewahrt werden, dass je eine Partei die Allgemeinherrschaft habe.“
Er hielt sich bei dieser Rede an seine als Dorfpastor gewonnenen und veröffentlichten Erkenntnisse: Die Trauerrede darf eine Ansprache werden ganz von der Person des Pfarrers zu der Person des Trauernden, das unmittelbarste Trostwort, das gefühlt wird als die unmittelbare Gabe des mitleidenden und hilfebringenden Freundes. Hier ist es höchste Kunst des Predigers, den Weg in das Herz eines Menschen zu finden und ihm etwas Allerpersönlichstes zu sagen.

### Redakteur eines kirchlichen Gemeindeblattes
Ritzhaupt redigierte die Gemeindeblätter der Barfüßer- sowie Predigerkirche – Redakteur im Nebenamt als sogenannter Schriftleiter – und war selbst einer ihrer Autoren in der NS-Zeit. Zum Jahreswechsel 1936/37 schrieb er über die Nationalsozialisten: „Sie wollen Sieger sein über die Menschen. In der Welt des Evangeliums gibt es aber keine Sieger, sondern nur Menschen, die einander brüderlich dienen …“.
Das gemeinsame Barfüßer- und Predigergemeindeblatt wurde am 10. November 1937 von der Gestapo, Sicherheitspolizeistelle Erfurt, mit Hinweis auf Paragraph 1 der Verordnung vom 28. Februar 1933 „im Einvernehmen mit dem Propagandaministerium“ wegen angeblich „ausgesprochen staatsfeindlichen Charakter(s)“ in zwei Artikeln, einerseits unter der Überschrift Ernte und Wirtschaft und anderseits Vergib uns unsere Schuld, „mit sofortiger Wirkung  bis auf Weiteres verboten“. Abschließend wurde von der NS-Behörde der Artikelinhalt als „hochverräterischer Angriff gegen den nationalsozialistischen Staat“ beurteilt.
Ritzhaupt zählte wie der Adressat des Verbotsschreibens der Gestapo  „Pfarrer Gustav Kletschke“ zum Erfurter Kreis der Bekenntnispfarrer um Martin Jentzsch (1879–1967).
Im selben Jahr 1937 wurde Lyonel Feiningers Gemälde Barfüßerkirche im Angermuseum beschlagnahmt.

### Wandel zum Friedensprediger
Von einem westdeutschen Nachrichtenmagazin wurden 1968 Kriegspredigten des Ersten Weltkrieges thematisiert. In Auswertung des Buches des Autors Wilhelm Pressel Die Kriegspredigt 1914–1918 in der evangelischen Kirche Deutschlands zitierte das Magazin beispielhaft den „Thüringer Pfarrer Adam Ritzhaupt“ mit dessen hurra-patriotischer Fragestellung: „Ist nicht alles Leid und aller Unsegen aufgewogen durch das einzige Glück, daß wir einen Heldenkampf kämpfen?“ Ritzhaupt predigte jedoch 1915: Du bist ein guter Haushalter Gottes, „wenn du deinem menschenfreundlichen Wesen keinen Zwang antust“.
In einer anderen Predigt in der Zeit des Ersten Weltkrieges führte er den Soldaten vor Augen: „Seht wie sich  ... die Liebe zum Nächsten … im Feind regt und wie sie bemüht ist, das Unheil des Hasses wiedergutzumachen! Können wir einen Verwundeten oder einen gefangenen Gegner ein Leid antun? Der Feind ist aus ihm verschwunden, er ist unser Nächster geworden, sobald er waffenlos vor uns steht.“
Bei der Auslegung des Psalms 90, Vers 17 – Und der Herr, unser Gott, sei uns freundlich und fördere das Werk unsrer Hände bei uns; ja, das Werk unserer Hände wolle er fördern! – zum Jahreswechsel 1916/17 bewegte Ritzhaupt die Frage „Wenn der Frühling kommt, haben wir dann Friede?“ Er kam zu der Antwort: „Die Zukunft Deutschlands und der ganzen Menschheit ist jetzt ungewisser als je zuvor.“ Die zeitgenössischen „Aussagen über die notwendige Gestaltung Europas“ bewertete er als bloße „Vermutungen“ und die Zukunft als „dunkel“. Weiter führte der Prediger jedoch hoffnungsvoll aus: „Hell bleibt nur das leuchtende Zukunftsbild der geeinten friedlichen Menschheit und die ehrliche Absicht, diesem Endziel der Geschichte mit gutem Gewissen zu dienen“.
In der neueren Forschung wurde Ritzhaupt als Friedensprediger zusammen mit anderen Pfarrern bzw. Theologen wie Wilhelm Mensching , Heinz-Dietrich Wendland, Friedrich Siegmund-Schultze u. a. namentlich aufgeführt. Beispielsweise hat Ritzhaupt den Abendgottesdienst in der Barfüßerkirche am 7. Dezember 1930, dem Zweiten Sonntag im Advent, vor allem durch seine thematische Predigt  als „Friedensgottesdienst“ gestaltet.

### Vorsitzender  eines Vereins und einer gemeinnützigen Stiftung in Erfurt
Er war Vorsitzender des Barfüßer-Jungmädchen-Vereins und wurde mit „Pastor Ritzhaupt“ wegen seiner Stellung als zweiter Geistlicher (Diakon) angesprochen. Für die Zusammenkünfte des Vereins nutzte er den Saal im Mückestift in Erfurt.
Von 1936 bis 1962 war Ritzhaupt in seiner Eigenschaft als Pastor/Pfarrer Vorsitzender der kirchlichen Louise-Mücke-Stiftung, kurz Mückestift genannt. Ritzhaupt veranlasste am 23. September 1936 eine notwendige notarielle Änderung der Satzung bezüglich der Zusammensetzung des Vorstands wegen seiner erfolgten Berufung als alleiniger Gemeindepfarrer der Erfurter Barfüßer-Kirchengemeinde und der damit verbundenen Betreuung des 1. und 2. Seelsorgebezirks durch ihn. Zudem sicherte er mit Hilfe eines Notars im Kriegsjahr 1940, dass das Vermögen der Louise-Mücke-Stiftung im Fall ihrer Auflösung der evangelischen Kirche bzw. ihrer Diakonie zufällt. Die zuständige Stiftungsaufsichtsbehörde genehmigte diese einschneidende Änderung erst nach nahezu vier Jahren 1944. In der späteren DDR wurde 1975 im Einführungsgesetz zum Zivilgesetzbuch (EGZB) der Grundsatz des Bürgerlichen Rechts beibehalten, dass „das bei Auflösen einer Stiftung vorhandene Vermögen (...) auf den in der Satzung vorgesehenen Berechtigten ... über(geht).“

### Weitere Leitungsfunktionen
In den 1930er und 1940er Jahren war Ritzhaupt einer der Beisitzer, „Assessor“, der Kirchlichen Verwaltungs- und Aufsichtsbehörde für Erfurt-Stadt und das alte Erfurter Gebiet, dem Evangelischen Ministerium.
Als geschäftsführender Pfarrer setzte er sich in der SBZ/DDR für den Erhalt der Ruine des kriegszerstörten Gotteshauses seiner Kirchengemeinde ein. Die DDR-CDU-Tageszeitung Neue Zeit berichtete in einer Reportage aus Erfurt im September 1954, dass die Barfüßerkirche wegen der großen Kriegsschäden „nicht mehr in alter Herrlichkeit entstehen“ wird, aber als „weithin sichtbares Mahnmal gegen Krieg und Zerstörung – als Ruine der Nachwelt erhalten bleiben (wird).“ Für die dafür notwendigen Bauarbeiten wurden  aus dem staatlichen „Nuschke-Fonds“ finanzielle Mittel zur Verfügung gestellt. Ritzhaupt hatte den Gemeindekirchenrat bereits am 26. Juni 1952 den Eingang von Geldbeträgen zur Sicherung der Barfüßer-Kirchenruine aus dem Nuschke-Fonds bestätigen können. Die Erfurter Kirchenbehörde Evangelisches Ministerium sah sich jedoch am 12. Oktober 1954 veranlasst, zur Unterstützung des Anliegens Ritzhaupts bzw. des Gemeindekirchenrates das Volkspolizeikreisamt aufzufordern, die Ruine vor Vandalismus und Diebstählen zu schützen.

### Wohnungswechsel in Erfurt
Die Pfarrersfamilie Ritzhaupt wohnte jahrelang in der Barfüßerstraße 18 in Erfurt. Als eine Luftmine in der Nacht zum Totensonntag am 26. Novembers 1944 in die Barfüßerstraße einschlug, wurde nicht nur aus der dreischiffigen Kirche eine Ruine, sondern auch das Pfarrhaus teilweise zerstört. Auf Grund der herabgestürzten Vorderfront dieses Hauses war es für Familie Ritzhaupt bis 1950 unbewohnbar geworden.
Die Pfarrerfamilie fand vorübergehend im Gemeindehaus der Reglerkirche Unterkunft. Nach Einmarsch der Amerikaner, bald danach der Roten Armee nach Kriegsende 1945 kam Familie Ritzhaupt in zwei leergeräumte Zimmer mit Küche im Kindergarten des Luise-Mücke-Stifts in der Regierungsstraße 52/53 unter. Die Wiederherstellung des Pfarrhauses der Barfüßergemeinde erfolgte durch die Tatkraft Ritzhaupts und mit Unterstützung des damaligen Erfurter Oberbürgermeister Georg Boock (1891–1961). Im Jahre 1950 konnte Ritzhaupt wieder seine ursprüngliche Dienstwohnung in der Barfüßerstraße 18 beziehen – zusammen mit seiner Ehefrau und seinem Sohn, dem promovierten Biologen Hermann Ritzhaupt. Die jüngere Tochter, Dorothea, verließ zuvor – nach ihrer Eheschließung mit einem Schulkameraden ihres Bruders im Mai 1946 – den Haushalt ihrer Eltern.

### Öffentlicher Redner
In den Jahren 1947/1948 war er Zweiter (ehrenamtlicher) Vorsitzender des Landesvorstandes der VVN Thüringen. Seine  Nachfolgerin wurde die Schriftstellerin, Schauspielerin und Politikerin Elli  Heinsick ab April 1949 von der LDPD.
Ritzhaupt nahm am 31. August 1952 an der Einweihung der Neuen Synagoge in Erfurt teil – als evangelischer Geistlicher sowie einer der Festredner – zusammen mit dem katholischen Theologen sowie Vertreter des katholischen Widerstandes gegen den Nationalsozialismus, Fischer, und dem Vorsitzenden der VVN, Ottomar Geschke. Weitere Repräsentanten waren Julius Meyer, Vorsitzender der jüdischen Gemeinden in der DDR und Otto Nuschke als DDR-Regierungsvertreter. Die Festpredigt hielt Rabbiner Riesenburger. Kantor Günter Singer – geboren 14. Januar 1922 in Breslau, gestorben am 1. November 1989 in Hamburg – übernahm den liturgischen Gesang und hatte sich zuvor in Erfurt am Wiederaufbau der Jüdischen Gemeinde beteiligt.
Als Redner in öffentlichen Versammlungen trat er bereits in der Weimarer Republik auf. Er sprach auf dem Verbandstag des Verbandes der Feuerbestattungsverein deutscher Sprache in Erfurt Mitte der 1920er Jahre über das Thema „Religion und Feuerbestattung“. Die Schriftleitung der Zeitschrift  „Veröffentlichungen des Verbandes der Feuerbestattungsvereine deutscher Sprache“ ließ diesen Vortrag 1926 drucken und beurteilte in der Einleitung die „geistreichen Ausführungen des Pfarrers Ritzhaupt“ als das willkommene Zeugnis eines Theologen, der in ausgezeichneter Analyse die Zusammenhänge zwischen Religion und Feuerbestattung aufdeckt.

### Familie
Ritzhaupt heiratete am 27. Februar 1910 Dorothea (Dora) Rupp. Er hatte seine Braut als Stadtvikar in Frankenthal kennen gelernt. Sie war die Tochter eines Frankenthaler Malzfabrikanten und wurde am 9. Januar 1889 geboren. Aus der Ehe gingen zwei Kinder hervor, ein Sohn und eine Tochter. Der 1920 in Erfurt geborene Sohn, Hermann Ritzhaupt (1920–1991), studierte mit kriegsbedingten Unterbrechungen Naturwissenschaften und wurde 1944 an der Universität Jena promoviert. Er arbeitete später als Fischereibiologe im Institut für Hochseefischerei und Fischverarbeitung in Warnemünde.
Aus der Ehe der Tochter Katharina Barbara Dorothea (Dorle) Wiedemann, geb. Ritzhaupt (1922–2015), mit dem Mediziner Günther Wiedemann (1920–2014) gingen sechs Kinder hervor: Almuth, Christian, Wolfram, Marie Elisabeth, Dorothea und Annette. Der Ehemann einer Enkeltochter Ritzhaupts hatte Theologie studiert.
Altersbedingt wurde Pfarrer Adam Ritzhaupt im 80. Lebensjahr, am 1. Februar 1962, emeritiert. Seinen Lebensabend verbrachte er als Pfarrer i. R. mit seiner Frau Dora in Erfurt. Dora Ritzhaupt überlebte ihren Ehemann und starb am 15. März 1978 ebenda. Im Ehrenhain der Verfolgten des NS-Regimes auf dem Erfurter Hauptfriedhof wird dem Pfarrer Adam Ritzhaupt und seiner Ehefrau Dora durch eine Metallplatte mit ihren Lebensdaten gedacht.

## Veröffentlichungen (Auswahl)
Ritzhaupt wird in einem Nachschlagewerk über Persönlichkeiten der Pfalz mit seinem Hauptberuf „Pfarrer“ genannt und auf  seine Erzählungen hingewiesen. Im Deutschen Literatur-Lexikon wurde er als „Erzähler“ aufgenommen. Das „Deutsche Bücherverzeichnis“ für den Zeitraum von 1931 bis 1935 enthält zwei Erzählungen und einen Roman von ihm.
Er ist Autor u. a. folgender Veröffentlichungen:
- Drei Predigtvorträge.[80]
- Was ein Laib Brot für Zinsen tragen kann.[81]
- Dienet einander! Predigt über 1. Petrus, 4. Kapitel, Vers 10.[82]
- Kriegsziele und Friedensaufgaben.[83]
- Der ewig reiche Gott. 9 Predigten für die Zeit der Not.[84][85]
- Aufbau. Worte des Trostes und der Hoffnung. In: Göttinger Predigt-Bibliothek (GPB), Hrsg.: Friedrich Niebergall, 15. Reihe [303–309], 4. Heft, 1920 (11 Predigten, darunter 1 von A. Ritzhaupt: „Mit Jesus allein, Matth. 14, 23“, S. 41–47)
- Die „Neue Schar“ in Thüringen.[86]
- Religion und Feuerbestattung.[87]
- In Sonne und Rauch. Erzählungen aus dem Kinderleben.[88]
- Der mißratene Vikar. Erzählung[89][90]
- Jungschmied Fasolt. Ein Roman aus der Gründerzeit.[91]

Die drei 1909 in Druck gegangenen Predigten hielt er als Vikar in Frankenthal zu Zeppelin, einem Erdbeben in Süditalien sowie zum Thema Religion und Darwinismus.
In der Weimarer Republik sympathisierte Ritzhaupt anfangs mit der Jugendbewegung Neue Schar und er thematisierte dann 1921 auch Distanz zu ihrem charismatischen Leiter Friedrich (Muck) Lamberty in der Jenaer Flugschrift Neue Schar in Thüringen. Überdies wurde Ritzhaupts Veröffentlichung über die Jugendbewegung Anfang der 1920er Jahre zu den zeitgenössischen „Politischen Broschüren zur religiösen und sittlichen Erneuerung“ gerechnet.
Die Erzählungen aus dem Kinderleben Sonne und Rauch wurden vom badischen Pfarrer und Erzähler Karl Hesselbacher 1932 als „prächtig“ beurteilt. Die „Sehnsucht nach dem Herauskommen aus der Dumpfheit und der Niedrigkeit in eine lichtere und freiere Welt“ erkannte der badische Literaturkritiker Hesselbacher in diesen Erzählungen seines Amtskollegen Ritzhaupt. Der herausgebende Verlag C. F. Müller in Karlsruhe  unterstrich „die seltene Meisterschaft“ des Verfassers bei der Schilderung der Kindheits- und Jugenderlebnisse in der „Arbeiterstadt Ludwigshafen“. Der Weimarer Romanschriftsteller Gustav Schröer (1876–1949) urteilte über die nach seiner Auffassung das Gewissen schärfende, von Ritzhaupt erzählten Erlebnisse: So, wie es hier bei uns vorüberrollt, so ist das Leben. Ritzhaupt teilte einführend in seinen Ludwigshafener Erzählungen mit, dass er zurückging auf den Anfang der 1890er Jahre und er aus seiner Erinnerung heraus „Begebenheiten aus dem Kinderleben jener Stadt“ aussuchte. Mit diesen Geschehnissen wollte er anschaulich zeigen, wie „kindlicher Lebensdrang und kindliche Genialität ihren Weg zu Leben, Taten und Schicksalen finden ...“.
Der Titel „Der mißratene Vikar“ aus dem Jahre 1933 wurde vom Pfälzer Heimatkundler Hans Loschky (1888–1979) als „das persönliche Buch von Adam Ritzhaupt“ eingeschätzt, da es aus der Retroperspektive Angaben zu seiner eigenen Lebensgeschichte als Vikar in literarischer Form enthält. Im Einzelnen informierte Ritzhaupt über das Bestehen der Prüfung des ersten Theologischen Examens mit der Note „gut zu sehr gut“. Weiter schilderte er einerseits humorvoll – teils auf Pfälzisch – andererseits dramatisch in   Amtshandlungen die „Obliegenheiten“ eines Vikars am Beispiel in einer Landkreisgemeinde wie auch Garnisonsstadt der Pfalz vor dem Ersten Weltkrieg sowie bei einem ihm übergeordneten, älteren evangelischen Pfarrer und Kirchenrat.
Der Schriftsteller Wilhelm Zentner (1893–1982) beurteilte in einer Rezension für das Karlsruher Tagblatt die Erzählung als „heiter-wehmütige Geschichte“. Sein Fazit lautete: „Ritzhaupt ist ein Meister in der Kunst, Landschaften, Menschen und Dinge, die in den darüber hinwegschweifenden Augen der Allgemeinheit ein Aschenputteldasein führen, durch eine kleine Änderung der Blickrichtung in werbendem Zauber erschimmern zu lassen.“
Der Regionalhistoriker Loschky äußerte sich u. a. auch zum Inhalt des Buches Jungschmied Fasolt und hob im Blick auf den Autor Ritzhaupt hervor, dass dieses Werk „nur einer schreiben konnte, der hier aufgewachsen ist, der mit jedem Winkel vertraut ist und das Leben mit all seinen Nöten und Verflochtenheiten kennt und liebt.“